# Vokalíza 1984
Vokalíza 1984 bylo IV. soutěžní setkání jazzových bluesových a rockových zpěváků a skupin, které proběhlo ve dnech 25.–27. září 1984 ve velkém sálu Lucerny v Praze. Zúčastnilo se ho 21 sólistů a skupin. Všechny koncerty nahrával Československý rozhlas. Vznikl rovněž filmový záznam Krátkého filmu.

## Účastníci

### 25. září 1984

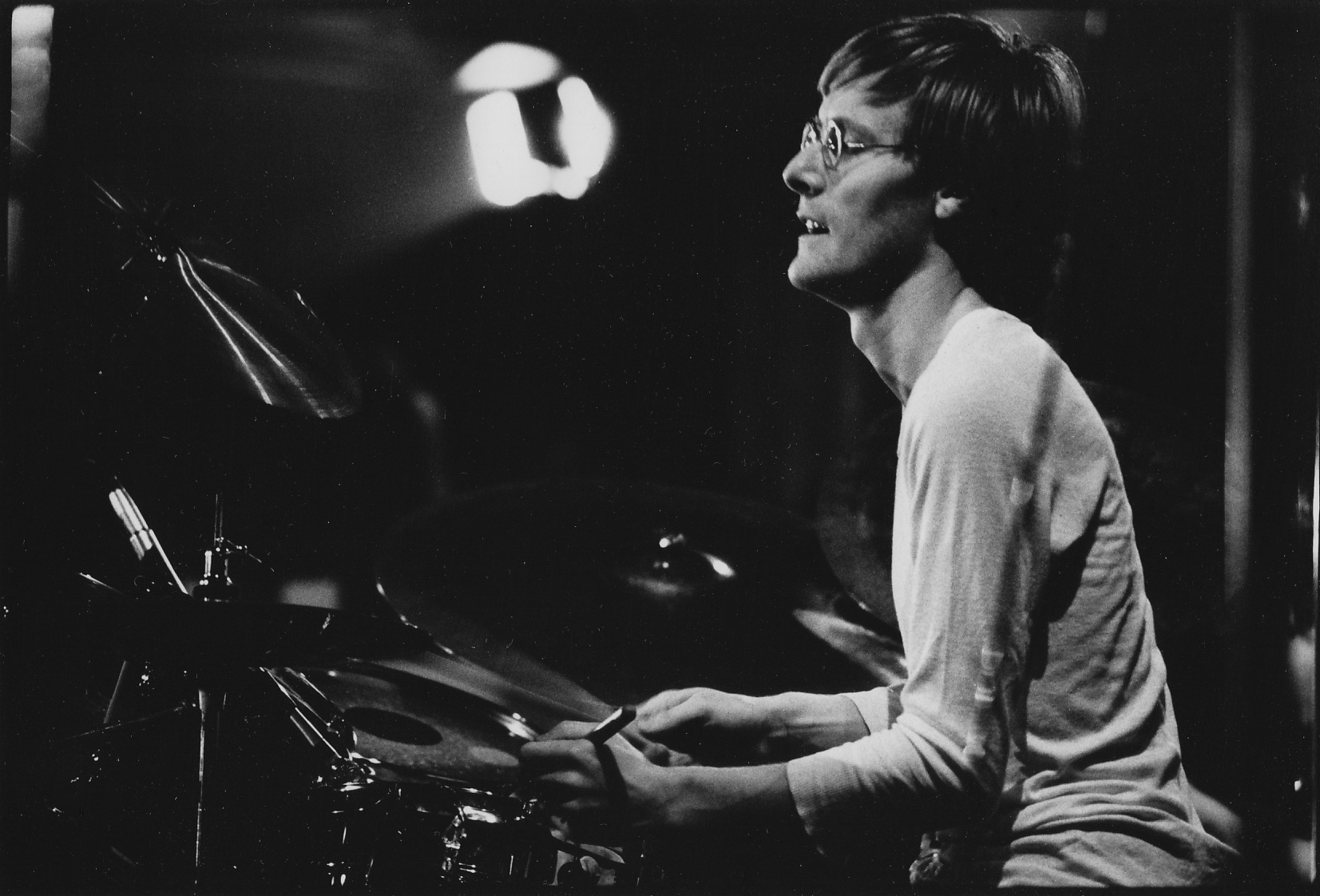
Pavol Kozma, Esprit Band

- Dybbuk (Pavla Feiduková, Hana Kubíčková, Kateřina Nejepsová, Marie Horáková)
- Esprit (Slovensko), Pavol Kozma – bicí, Dalibor Jenis – zpěv
- Mirka Neckářová, doprovod: René Pařez – kytara, Carlo Stefano – baskytara, Milan Peroutka – bicí
- Jazz Vocal Band – zpěv: B. Balcarová, R. Tomek, Z. Hanzel, D. Balcar, doprovod: J. Pokorný – klavír, R. Balcar – basa, R. Kolář – bicí, A. Doležal – tenorsaxofon
- Pumpa (Zdeněk Barták – zpěv, Jindřich Vobořil – basová kytara, zpěv, Michal Němeček – kytara, Milan Balcar – bicí
- Petar Introvič, doprovod: Mirek Linhart – kytara, Richard Dvořák – klávesy, Václav Bratrych – saxofon, Jan Král – kornet, Jiří Kredba – basová kytara, Ivan Dvořák – bicí
- Žentour – Janek Ledecký – zpěv, Jan Černý, Václav Kabát, Petr Ackermann
- Folk Team, Roman Venclovský – kytara, zpěv, Pavel Kopřiva – elektrické housle, Ivan Huvar – kytara, zpěv, Aťa Lukáš – cello, Tomáš Úlehla – flétna

### 26. září 1984
- Jana Hrušková
- Michal Prokop a Framus 5
- Yo Yo Band
- Petr Horák
- Helena Arnetová a C&K Vocal
- ASPM – Jan Spálený – tuba, klavír, Petr Kalandra – kytara, foukací harmonika, František Havlíček – saxofon
- Roman Dragoun
- Marián Greksa a skupina Demikát
- Irena Budweiserová, Milan Dvořák – klavír, Zdeněk Dvořák – kytara

### 27. září 1984
- Tony Brych a Steamboat Stompers
- Eva Volná a skupina ESO (Jan Volný – kytara, Oldřich Čurda – baskytara, Pavel Králíček – klávesy, Jaromír Plašek – bicí a Martin Kučaj – kytara)
- Richard Müller a skupina Banket
- Peter Lipa a Blues Band Luboše Andršta
- Jana Koubková a Horečka Band
- Stanisław Sojka (Polsko)

## Ocenění
- hlavní cena: Helena Arnetová a C&K Vocal
- cena Českého hudebního fondu za příspěvek k Roku české hudby: Michal Prokop
- tip Vokalízy skupina Pumpa
- tip Vokalízy pěvecký objev Roman Dragoun